# Östra Real
Östra Real är en kommunal gymnasieskola i stadsdelen Östermalm, Stockholm med adress Karlavägen 79.
Östra Real har ungefär ettusen tvåhundra elever och cirka hundra anställda. Skolan erbjuder de högskoleförberedande programmen Samhällsvetenskapsprogrammet, Naturvetenskapsprogrammet och Ekonomiprogrammet. Östra Real erbjuder även språkintroduktionsprogrammet för nyanlända.  Skolan samarbetar med universitet, högskolor och företag.

## Historia
Skolan har sitt ursprung i Ladugårdslands pedagogi/Ladugårdslands scholae verksamt mellan 1671 och 1690. Det blev 1690 Ladugårdslands kyrkskola/Hedvig Eleonora kyrkskola som 1820 ombildades till Hedvig Eleonora lägre apologistskola. 1857 ombildades den till Hedvig Eleonora lägre elementarläroverk. Detta upphörde 1869 och ersattes då av Ladugårdslands lägre elementarläroverk som 1886 fick namnet Östermalms lägre allmänna läroverk.
Skolan fick ett fullständigt gymnasium 1903, med såväl latinlinje som reallinje, under namnet Högre allmänna läroverket å Östermalm, som efter latinlinjens avveckling två år senare ändrades till Högre realläroverket å Östermalm, med kortformen Östra Real, där sedan namnet 1926 återgick till det tidigare.
Från 1967 har namnet varit Östra Real, dock med ett avbrott under perioden 1971–1990, Östermalms gymnasium.
Studentexamen gavs från 1906 till 1968 och realexamen från 1907 till 1964.

## Byggnaden

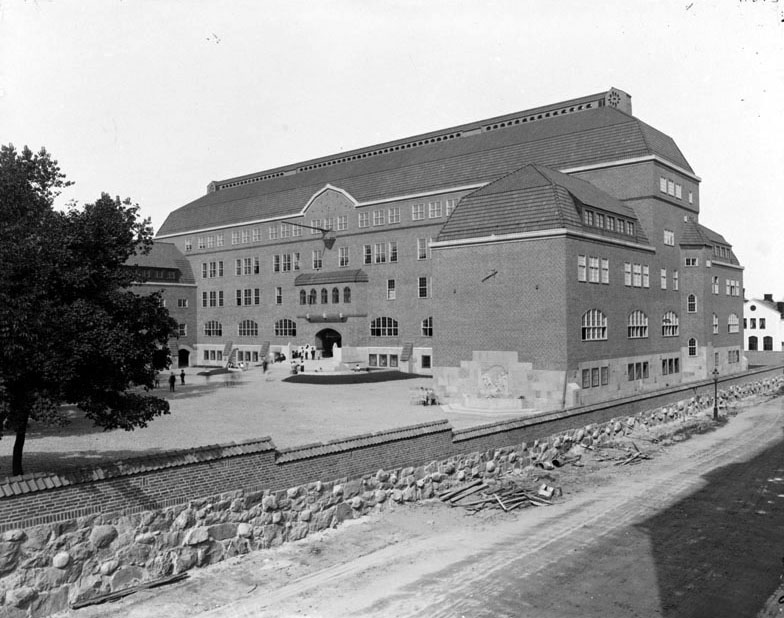
Östermalms läroverk 1910

Skolbyggnaden är ritad av Ragnar Östberg i nationalromantisk stil med handslaget rött tegel och granitlister och stod klar 1910. Byggnaden står på platsen där Blanches malmgård fanns fram till 1889.
Skolan är rikligt utsmyckad såväl in- som utvändigt och dess plan är format som ett H kring en central entré, varifrån korridorer utgår. 
Kring sekelskiftet framväxte en idé om betydelsen av att ungdomen skulle få möta god konst och Prins Eugen utförde i den andan den fresk, ”Solen strålar över staden”, som möter vid entrén. Prins Eugen bekostade den stora fresken av Axel Törneman högst upp i trapphuset, ”Tors strid med jättarna”. I musiksalen har Georg Pauli utfört väggmålningar och dekoren i kollegierummet är utförd av Filip Månsson. Yttre utsmyckningen utgörs av reliefer i granit uppsatta i skolans mur och utförda av Carl Eldh.
Östra Reals nuvarande byggnad togs i bruk 1910, men den officiella invigningen skedde först i januari 1911 med invigningstal av Gustav V. Skolan och skolbyggnaden upphovsman, Ragnar Östberg hyllades storslaget av bland andra kollegan Erik Lallerstedt, medan tidskriften ”Nyheter från byggnadsvärlden” var ytterst skeptisk. Numera uppskattar man dess speciella atmosfär och byggnaden visas stort intresse. Skolans inre har genomgått förändringar i många etapper och väsentliga delar av den ursprungliga karaktären har ändrats. Den mest genomgripande ombyggnaden påbörjades 1976.

### Bilder

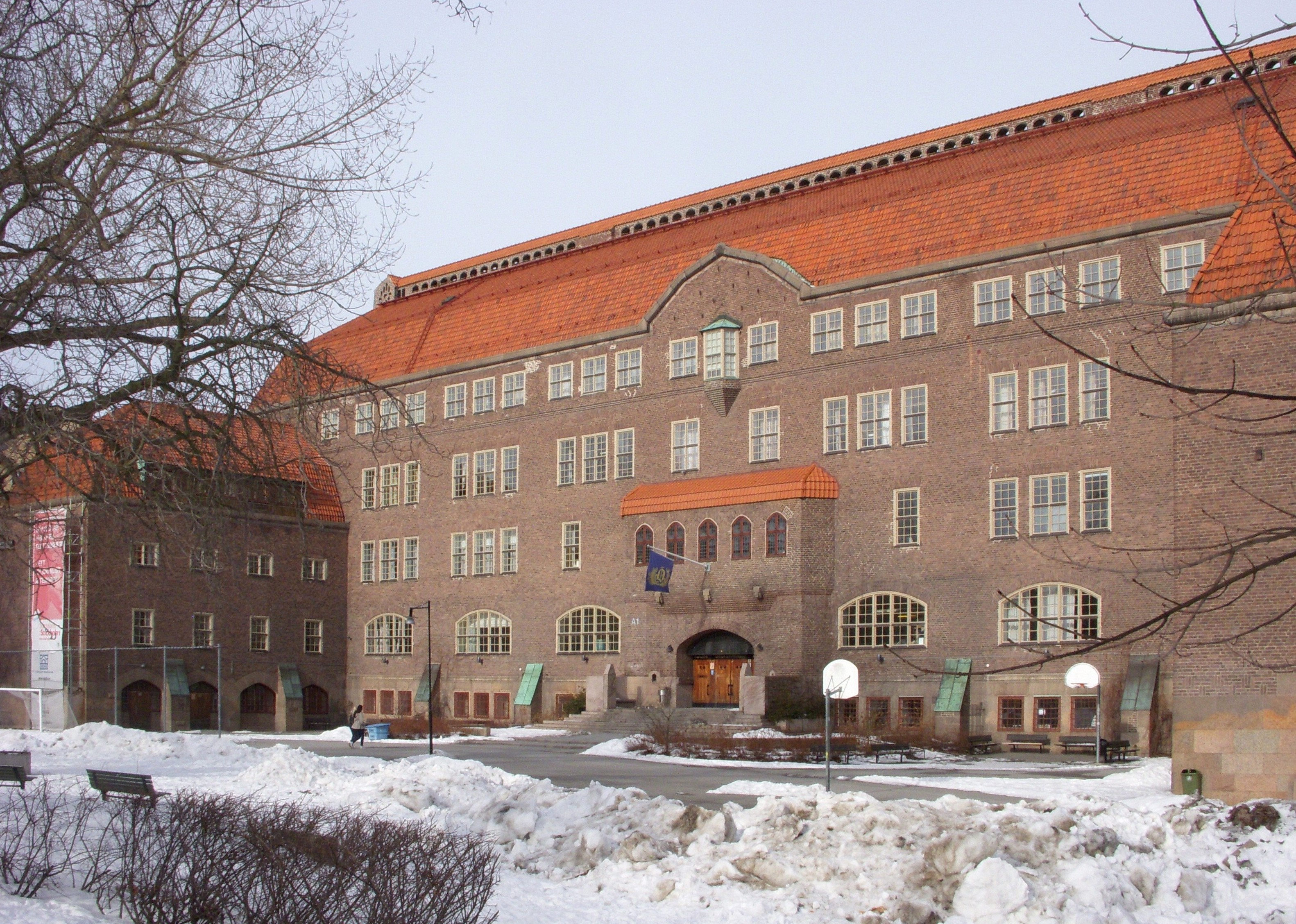
Fasaden mot Karlavägen.
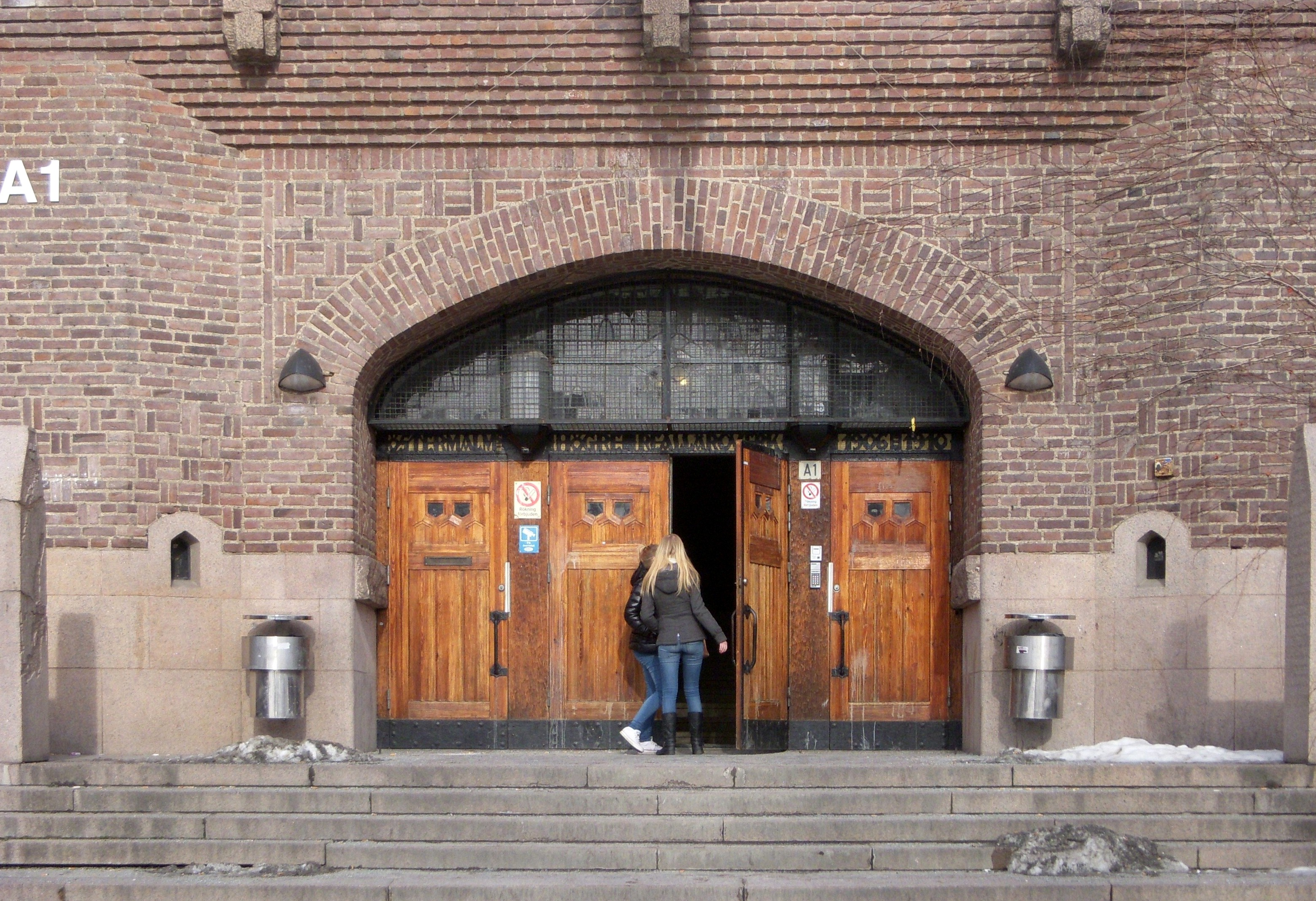
Huvudportalen.
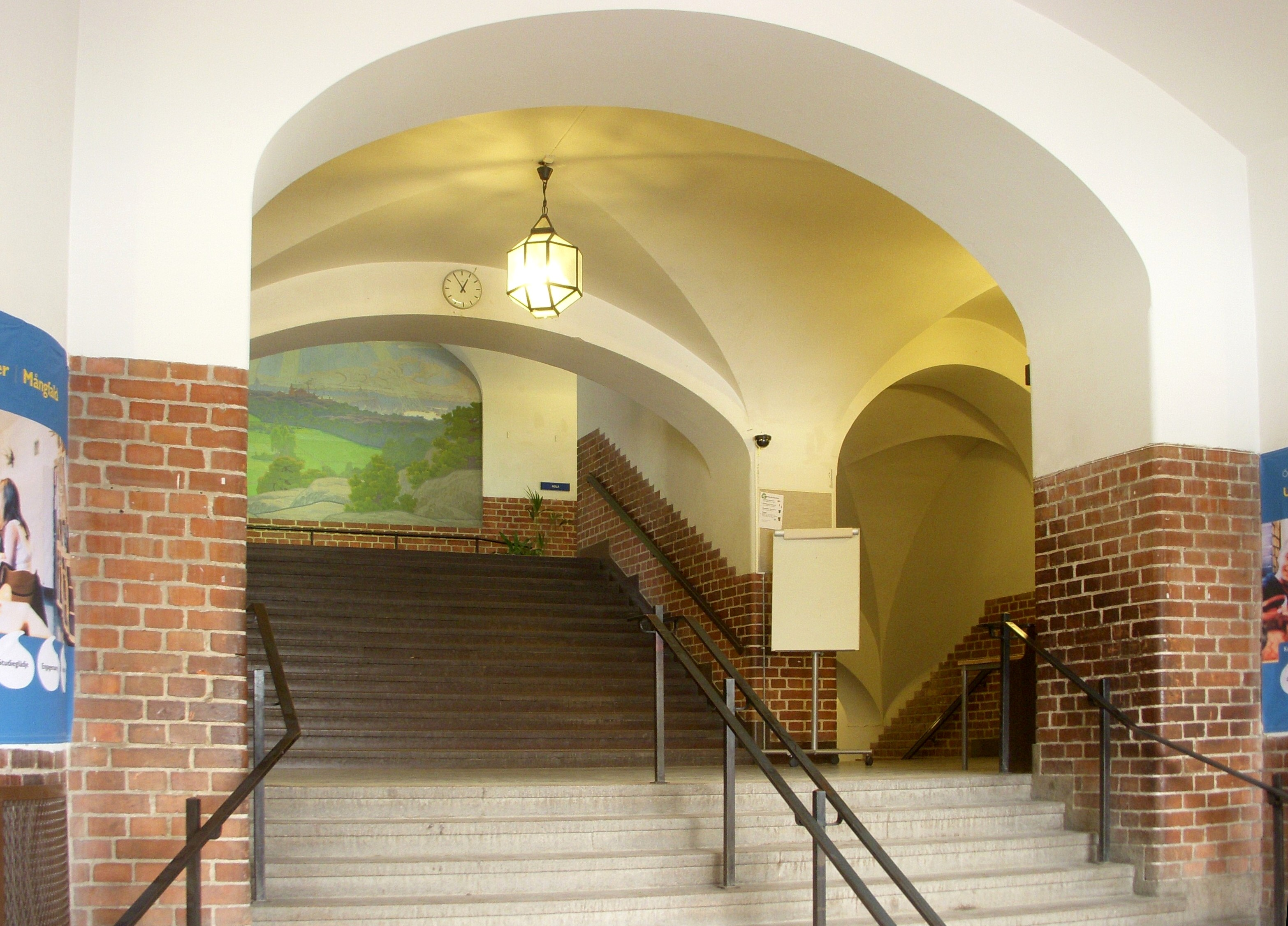
Entréhallen och -trappan.
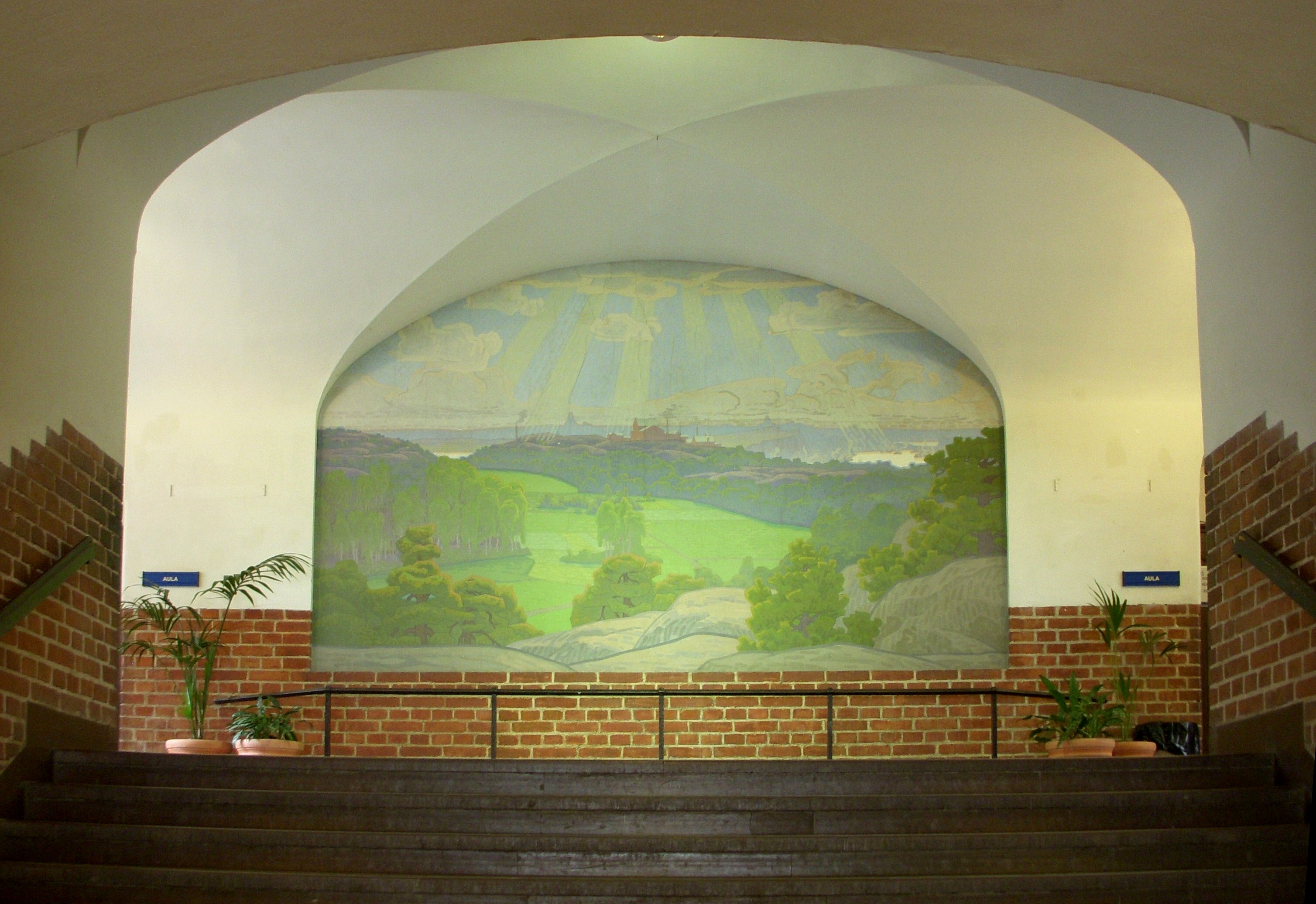
Prins Eugéns fresk "Solen strålar över staden".
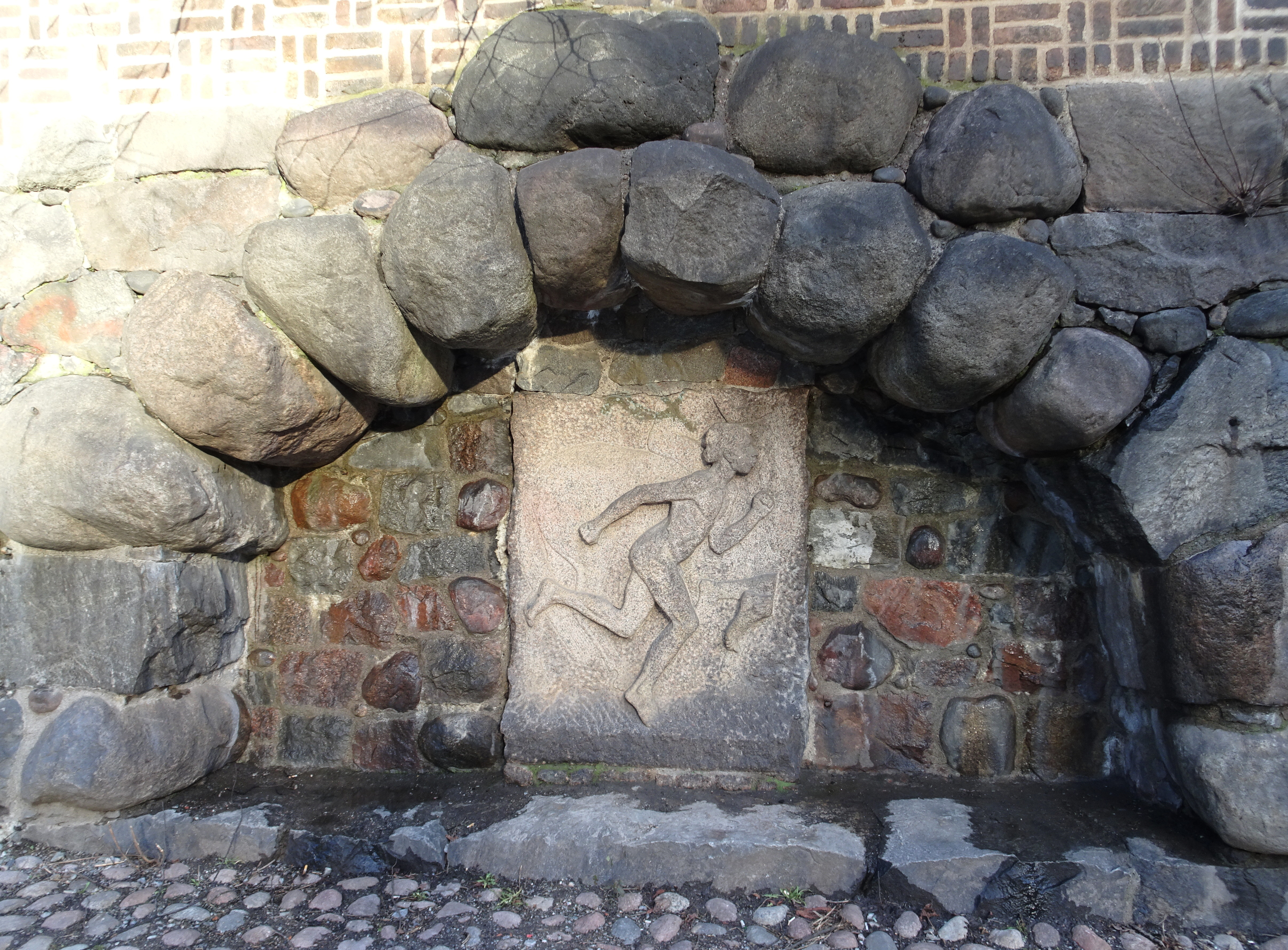
Carl Eldhs relief i muren mot Karlavägen.

## Elevkåren vid Östra Real
Östra Real har en etablerad elevtradition med många aktiva föreningar. Elevkåren vid Östra Real, som är en av Sveriges äldsta kårer, är mycket aktiv och har många utskott. Elevkåren är en del i ett av elevkårs-Sveriges största arrangemang, Läroverksfejden, som ställer Östra Real mot Södra Latin, Kungsholmens Gymnasium och Norra Real. Efter en tids frånvaro är åter Östra Real tävlande sedan Läroverksfejden 2018. Elevkåren vid Östra Real kännetecknas av den anrika skölden och de tre slagorden Anrikhet - Stolthet - Initiativ.
Styrelsen består av 10 personer inklusive en operativ chef. Bland tidigare ordföranden för elevkåren finns Carl Bildt och Niclas Trouve.

## Alumni (urval)
- Carl Bildt
- Jan Stenbeck
- Ulf Adelsohn
- Olle Wästberg
- Staffan Hildebrand
- Kar de Mumma
- Erland von Koch
- Oscar Reutersvärd
- Johan Kinde
- Love Antell
- Mauro Scocco
- Claudia Galli Concha
- Robert Collin
- Avicii
- Alesso
- Otto Knows
- Peter Magnusson
- Jan Dinkelspiel
- Katrin Zytomierska
- Chelsie Dickson
- Erik Almqvist
- Stig Bergling
- Kjell Espmark
- Per Wästberg
- Ulf Linde
- Anders Timell
- Sven Hagströmer
- Wille Crafoord
- Clarence Crafoord[vem?]
- Peter Wolodarski
- Niclas Trouvé
- Alexander Ernstberger
- Birger Nordholm
- Hedda Stiernstedt

## Birger Nordholms stiftelse
Svenska resebyråchefen i New York och medgrundaren av European Travel Commission, Birger Nordholm (1897–1989), genomförde i sin ungdom studier på Östra real och skapade senare ett stipendium vilket sedan 1990 utdelas årligen av föreningen Östra Realare till en eller flera elever.
| ” | ”som visat ett gott och föredömligt kamratskap eller på annat sätt genom betydande insatser visat stort intresse för skolan och dess verksamhet | „ |